# ミクソプテルス
ミクソプテルス（学名：Mixopterus）はシルル紀後期に生息したウミサソリの1属。強大な第2脚と湾曲した尾節を特徴とし、複数の種が報告されている。化石はヨーロッパと北アメリカから発見されている。

## 形態

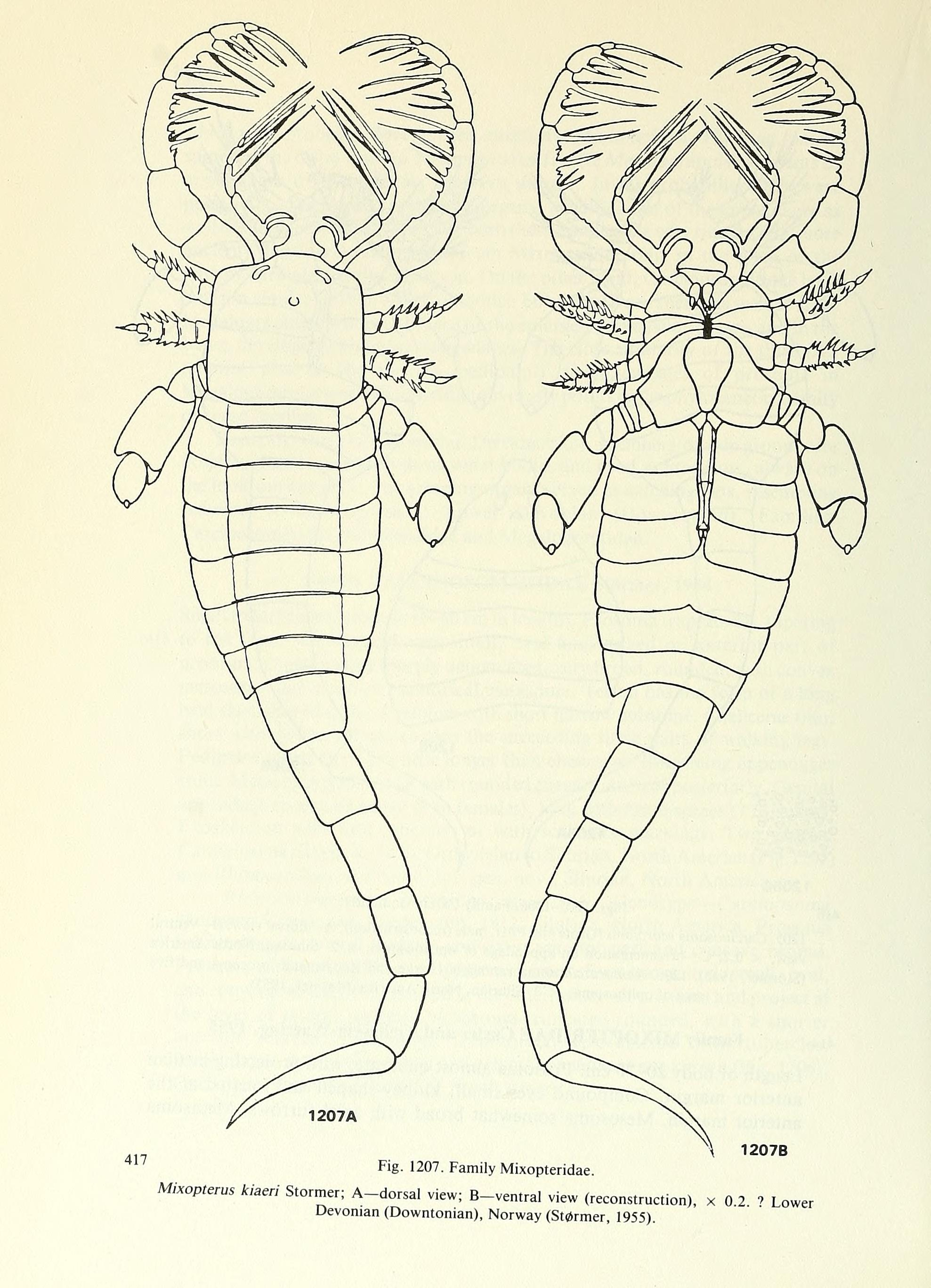
Mixopterus kiaeri の背面（左）と腹面（右）

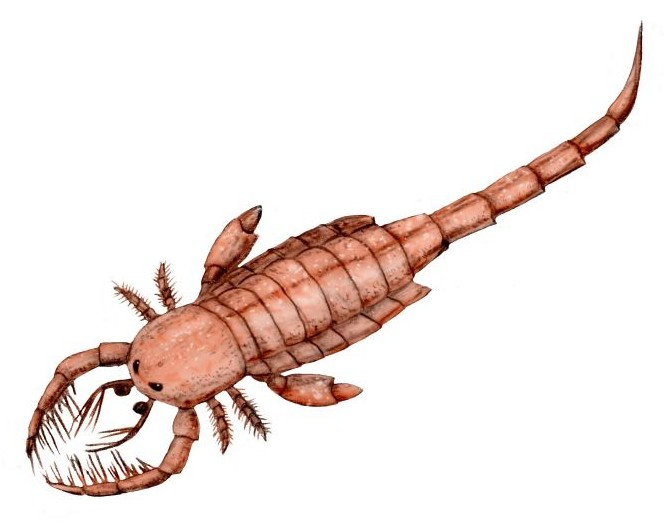
ミクソプテルスの復元図
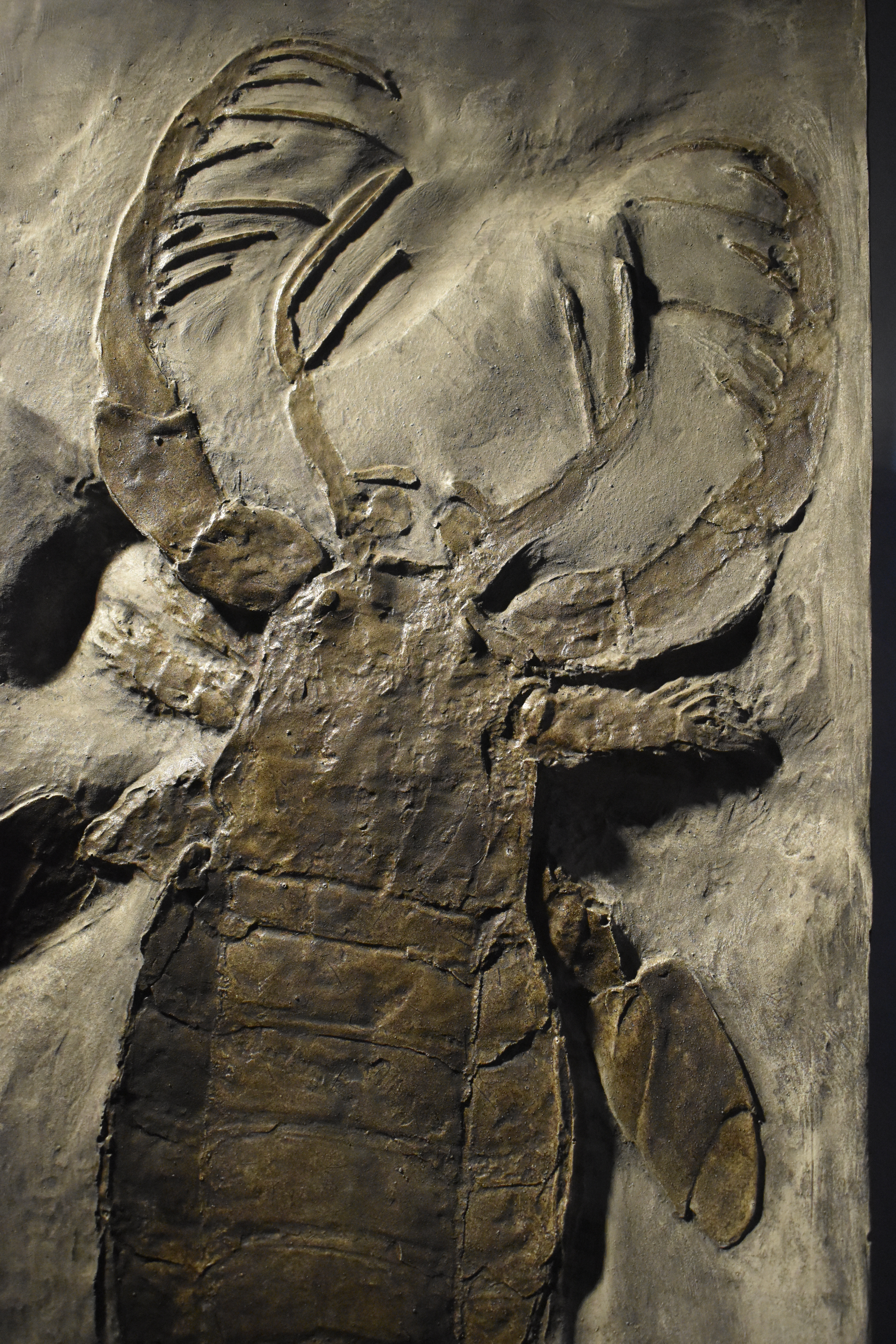
Mixopterus kiaeriの化石の前半部

ミクソプテルスは中型のウミサソリであり、最大の種である M. simonsoni は全長75cmに達した。頑丈な外骨格に半球状の構造が散在していることが特徴である。前体（頭胸部）の背甲は丸みを帯びた正方形で、正面はやや尖り、複眼は前端付近に位置する。口の前方に付いた最初の付属肢である鋏角は小さく目立たない。鋏角直後の第1-2脚は長い棘が発達していて、特に第2脚は非常に強大である。第3-4脚は典型的な棘のある歩脚型である。第5脚はウミサソリ亜目において特徴的なパドル状の遊泳脚である。
後体（腹部）の前半部、いわゆる中体（前腹部）は幅広く、各背板に1対の溝が走る（三葉状）。他のウミサソリと同様、中体の腹側に生殖肢と呼吸器（書鰓）を有する蓋板をもつ。尾のような後半部、いわゆる終体（後腹部）の終端は湾曲した尾節がある。

## 生態

### 捕食

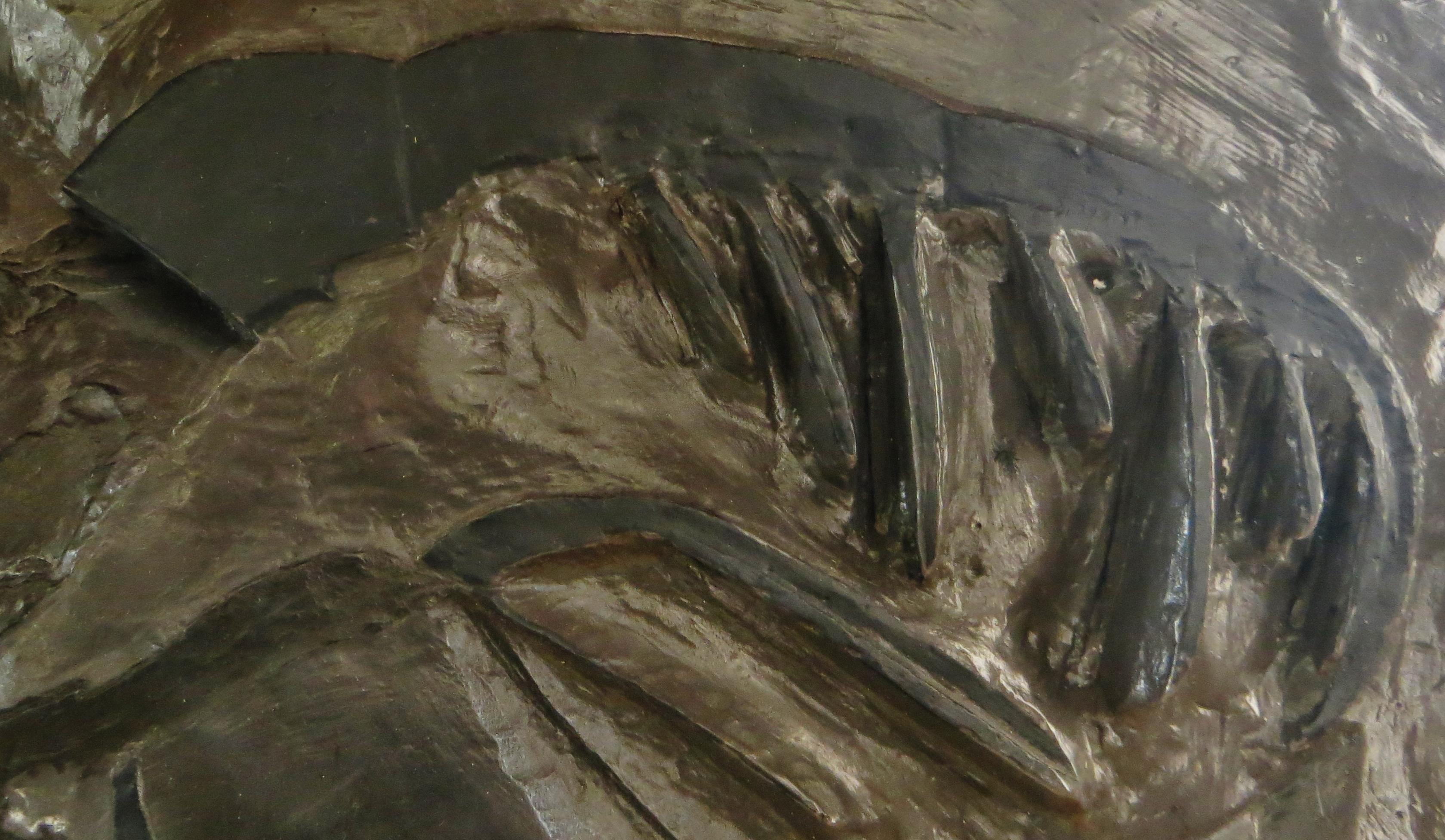
棘が発達したMixopterus kiaeriの第1と第2脚

ミクソプテルスは肉食性で、獲物を待ち伏せするために水底に埋もれて潜伏していた可能性がある。鋏角や眼を含む前体の先端部分は水中に出たままを維持し、獲物が十分に接近した際に発達した第1-2脚で捕獲していたとみられている。終体を動かすと、その脚で挟まれる領域に棘を突き刺すことが可能だったとされている。

### 移動
終体の構造からミクソプテルスは陸上を動くことができたと示唆されているが、自重のために地上での活動は困難だったと思われる。湿った書鰓が蓋板の上に隠れていたため呼吸に関して問題はなかったとみられている。
ウミサソリ亜目の種類は全般的に水底を歩行することも水中を遊泳することも可能とされるが、ミクソプテルスの遊泳能力は高くなく、主に水底を歩いていたと考えられる。第3-4脚は遊泳中に水を側方へ小さく押すために後方に備わっていたとみられ、遊泳脚は垂直に水をかき推進力を生みだしたと推測されている。後体の方向に急速に水をかき前進することもできたかもしれないが、可能性はごく低いとされている。
ミクソプテルスの正面に位置する特化した重い第1-2脚は、長大な後体とのバランスをとっていたとみなされている。広がった脚により安定した足場が得られ、おそらくこれは終体を上下させることで調節が可能であったとされる。陸上では終体を持ち上げてバランサーとして用いていたとされ、浮力が働かない陸上で終体の役割は大きなものとみなされる。

### 繁殖
第1脚には確保のためと推測される平らで丸みを帯びた器官があり、現生カブトガニ類のオスに見られる特化した第1脚を思わせる。雄は雌の前体を保持し、長い生殖肢を雌に挿入すると考えられる。

## 足痕学
ノルウェーのリンゲリケ（Ringerike）に位置する採掘場から、Merostomichnites という節足動物由来の生痕化石が発見されている。この生痕化石を残した節足動物は、3対の脚のみで歩行していて、そのうち最後の1対同時に遊泳脚でもあるらしく、ウミサソリ由来であることが示唆される。同じ堆積層に存在し、この生痕化石に適切な大きさのウミサソリはミクソプテルス（Mixopterus kiaeri）とプテリゴトゥス（Pterygotus holmi）である。細く棘のない脚および短い生殖肢を有するプテリゴトゥスはミクソプテルスと体格・形態ともに類似しているが、このような痕跡を作ることは難しいであったと考えられる。Hanken & Størmer (1975) では、形態学的な類似とミクソプテルスが同じ地域で比較的豊富に存在することに基づいて、この痕跡化石をミクソプテルスに由来するものとした。この生痕化石は、ミクソプテルスは後方3対の脚のみを歩行に、最後の脚を遊泳にも用いたことを示唆する。

## 種

ミクソプテルスの3種とヒトのサイズ比較図

ミクソプテルスとして以下の3種が認められている。
- Mixopterus kiaeri Størmer, 1934 - ノルウェー 産
- Mixopterus multispinosus Clarke & Ruedemann, 1912 - ニューヨーク州産（タイプ種）
- Mixopterus simonsoni Schmidt, 1883 - エストニア産

3種はいずれもシルル紀の地層から発見されている。
本属として記載され、スコットランドのLanarkshireとAyrshirireから発見された Mixopterus dolichoschelus Peach and Horne, 1899 もあったが、後に Lanarkopterus属の種（Lanarkopterus dolichoschelus）として再分類された。